# Mattias Tydén
Mattias Tydén född 1963, är en svensk filosofie doktor i historia.

## Priser och utmärkelser
- Cliopriset 1998